# Колиас, Константинос
Константинос Колиас (греч. Κωνσταντίνος Κόλλιας; 1901, Ксилокастрон-Эвростина, Пелопоннес — 13 июля 1998, Афины, Греция) — греческий государственный деятель. Генеральный прокурор Верховного суда (1962—1968). Первый премьер-министр режима «чёрных полковников» (военной хунты, правившей Грецией с 1967 по 1974 год) с апреля по декабрь 1967 года.

## Биография
Константинос Колиас родился в 1901 году в Стилии в префектуре Коринф. Его отец, Власис, был деревенским священником. Сам Колиас был глубоко религиозным и регулярно посещал церковь; тогда у него были близкие отношения с парацерковной организацией «Зои».
Окончил юридический факультет Афинского университета и продолжил карьеру в прокуратуре. В 1945 году он стал прокурором Апелляционного суда, а в 1946 году уже заместителем прокурора Верховного суда.
За свою карьеру Колиас занимал пост главы Апелляционной прокуратуры Афин, однако «доброго имени не оставил», так как создавалось впечатление, что его преследуют «за блошиный прыжок». Константинос вступил в острую конфронтацию с левыми из-за уголовного преследования по политическим мотивам журналистов и профсоюзных активистов.
В 1962 году он стал прокурором Верховного суда, сменив Димитриоса Киусопулоса, который ушёл в отставку из-за предельного возраста.

#### Премьер-министр Греции
Константинос Колиас был первым премьер-министром хунты. Его назначение на этот пост стало результатом компромисса между королём Константином II и лидерами переворота. Первая ставила условие легитимации правительства полковников, премьер-министр не был военным, а полковники не хотели никаких политиков. В результате компромисса и был выбран Константинос Колиас, который был главным рычагом влияния короля в правительстве. Однако фактически государством правили военные во главе с Георгиосом Пападопулосом.
Колиас оставался в кабинете премьер-министра до неудавшегося переворота короля Константина II против хунты 13 декабря 1967 года, в котором он принимал активное участие, когда пост премьер-министра занял Георгиос Пападопулос. Колиас сбежал в Рим на самолете Константина II, который он сопровождал в Северную Грецию в день движения. Через несколько дней, в январе 1968 года, хунта сняла его с должности прокурора Верховного суда.

#### Деятельность после возвращения в Грецию
В 1974 году, после краха хунты, Колиас вернулся в Афины. После возвращения он резко сократил свои публичные выступления вплоть до своей смерти.
В 1984 году он опубликовал книгу «Король и революция 1967 года» (греч. Βασιλεύς και Επανάστασις 1967), в которой представляет свою собственную версию событий, которые привели к хунте и королевскому движению при нападении на Андреаса Папандреу. Со своей стороны, Папандреу в своей книге «Демократия в отрывке» (греч. Η Δημοκρατία στο Απόσπασμα) описывает Колиаса в самых мрачных тонах, указывая на то, что его талант был более чем посредственным: «Как член королевской хунты и личный друг Фредерика, он сделал всё, что мог, чтобы показать мою причастность к печально известному заговору ASPIDA».
Умер 13 июля 1998 года в возрасте 97 лет.